# Wasserturm im Kurpark (Wilhelmshaven)

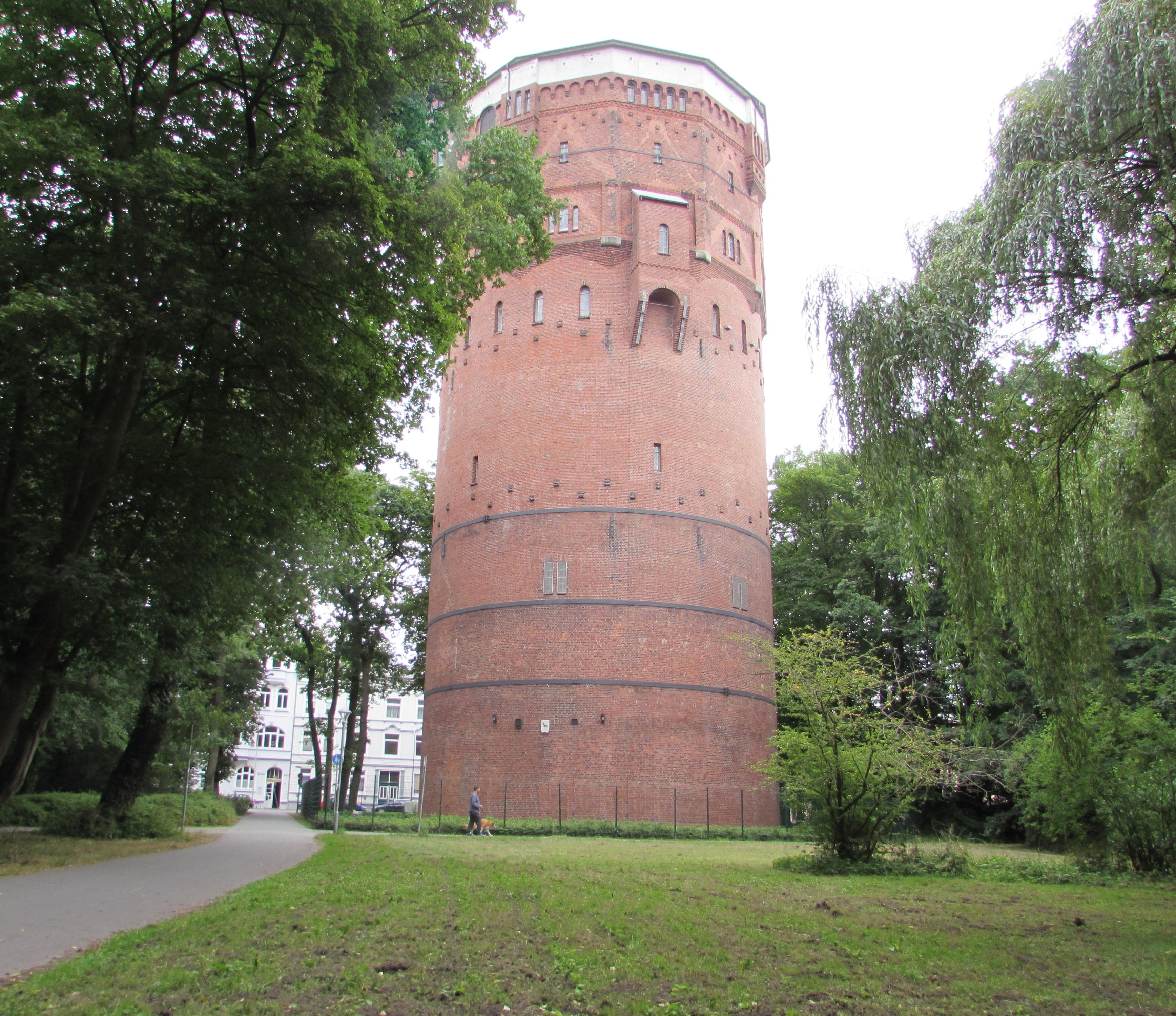
Wasserturm Wilhelmshaven

Der Wasserturm Wilhelmshaven ist ein 42 Meter hohes Wahrzeichen von Wilhelmshaven in Niedersachsen, Deutschland. Der Backsteinturm, dessen runder Grundriss in der oberen Hälfte in ein Zwölfeck übergeht, wurde in den Jahren 1910 bis 1911 als dritter Wasserturm Wilhelmshavens erbaut und ist bis heute ein wichtiger Bestandteil der Wasserversorgung der Stadt. Ursprünglich wurde er mit einem hängenden Trinkwasserspeicherelement errichtet, das aus zwei legierten Stahlkammern bestand. Beide Kammern konnten zwischen 800 und 1200 Kubikmeter Wasser fassen.
Der Wasserbehälter wurde 2007 in einer mehrmonatigen Arbeitsphase erneuert, und der gesamte Turm einschließlich des Fundaments wurde rekonstruiert. Nach 100 Jahren Betrieb war die Technik des Turms veraltet. Korrosionsschäden führten zu Lecks an den inneren Anschlüssen. Im Zuge der rund 1,3 Mio. Euro teuren Sanierung wurde der alte Behälter von Juni 2006 bis Dezember 2007 komplett demontiert und ein neuer Behälter aus Edelstahl mit einem Durchmesser von 15,90 Meter (Wasserspiegel 8,75 Meter) eingebaut. Der neue Behälter hat ein Fassungsvermögen von 1750 Kubikmetern.
Der Wasserturm steht im nördlichen Kurpark an der Bismarckstraße.